# William von Voigts-Rhetz
Karl William Ferdinand von Voigts-Rhetz (* 9. April 1813 in Höxter; † 2. Juni 1902 in Montreux, Schweiz) war ein preußischer General der Infanterie.

General William von Voigts-Rhetz. The Hallwyl Museum.

## Leben

### Herkunft
William war ein Sohn des Forst-, Regierungs- und Departementsrates Victor von Voigts-Rhetz (1775–1841) und dessen Ehefrau Dorothea, geborene von Uslar (1782–1865). Seine Brüder Konstantin Bernhard (1809–1877) und Julius (1822–1904) wurden ebenfalls Generale in der Preußischen Armee.

### Militärkarriere
Nach seiner Erziehung im elterlichen Hause sowie dem Besuch von Gymnasien in Bückeburg, Minden und Stettin trat Voigts-Rhetz am 2. Mai 1829 als Musketier in das 2. Infanterie-Regiment der Preußischen Armee ein. Bis Ende November 1831 avancierte er zum überzähligen Sekondeleutnant und am Heiligen Abend 1831 wurde er in das Regiment einrangiert. Von Anfang September 1841 bis Ende September 1844 war Voigts-Rhetz als Adjutant und Rechnungsführer des II. Bataillons im 2. Landwehr-Regiment in Stralsund kommandiert. Ende Februar 1846 stieg er zum Premierleutnant auf und nahm im März 1848 an der Niederschlagung der revolutionären Unruhen in Berlin teil. Am 12. November 1850 erfolgte unter Beförderung zum Hauptmann seine Ernennung zum Chef der 7. Kompanie. Daran schloss sich am 13. Juli 1858 eine Verwendung als Major und Kommandeur des II. Bataillons im 2. Landwehr-Regiment an. Am 11. August 1859 wurde Voigts-Rhetz zunächst mit der Führung des II. Bataillons beauftragt und am 1. Juli 1860 zum Bataillonskommandeur im 5. Pommerschen Infanterie-Regiment Nr. 42 ernannt. In dieser Stellung erhielt er im August 1862 das Ritterkreuz des Schwertordens und avancierte Mitte März 1863 zum Oberstleutnant. Am 14. August 1865 wurde er Kommandeur des Königs-Grenadier-Regiment (2. Westpreußisches) Nr. 7 in Liegnitz, dass er als Oberst 1866 während des Krieges gegen Österreich in den Kämpfen bei Nachod, Skalitz, Schweinschädel, Gradlitz und Königgrätz führte. Für sein Verhalten erhielt Voigts-Rhetz nach dem Friedensschluss die höchste preußische Tapferkeitsauszeichnung, den Orden Pour le Mérite.
Anlässlich der 50-Jahr-Feier von König Wilhelm I. in seiner Funktion als Regimentschef wurde er Ende Juni 1867 mit dem Ritterkreuz des Königlichen Hausordens von Hohenzollern ausgezeichnet. Im Herbst war Voigts-Rhetz zu den bei Christiana stattfindenden Manövern der Norwegischen Armee kommandiert und erhielt dafür das Komturkreuz des Sankt-Olav-Ordens. Unter Stellung à la suite seines Regiments wurde er am 14. Juli zum Kommandeur der 18. Infanterie-Brigade in Glogau ernannt und am 26. Juli 1870 zum Generalmajor befördert. Voigts-Rhetz führte seine Brigade in den Schlachten bei Weißenburg, Wörth, und Sedan. Während der Belagerung von Paris war er Kommandant von Versailles und übernahm nach dem Vorfrieden am 9. März 1871 wieder seine Brigade. Für sein Wirken erhielt Voigts-Rhetz neben beiden Klassen des Eisernen Kreuzes den Orden des Heiligen Georg IV. Klasse, das Großkomturkreuz des Bayerischen Militärverdienstordens und des Oldenburgischen Haus- und Verdienstordens des Herzogs Peter Friedrich Ludwig sowie das Komturkreuz des Württembergischen Militärverdienstordens.
Am 12. April 1872 gab Voigts-Rhetz seine Brigade ab und übernahm dafür die in Breslau stationierte 21. Infanterie-Brigade. Ende April 1873 wurde er in Begleitung des Generals der Infanterie von Blumenthal zu der in Stockholm stattfindenden Krönung von König Oskar II. kommandiert. Am 12. Dezember 1873 beauftragte man Voigts-Rhetz zunächst mit der Führung der 20. Division in Hannover und ernannte ihn am 15. Januar 1874 zum Kommandeur dieses Großverbandes. In dieser Stellung avancierte er Ende März 1874 zum Generalleutnant und war im November/Dezember zur Teilnahme am St. Georgs-Fest nach Sankt Petersburg kommandiert. Anlässlich der Herbstmanöver in Schlesien war er zum Ehrendienst beim sächsischen König kommandiert, der ihm daraufhin das Großkreuz des Albrechts-Ordens verlieh. König Wilhelm I. würdigte Voigts-Rhetz zu dessen 50-jährigem Dienstjubiläum mit dem Großkomturkreuz des Königlichen Hausordens von Hohenzollern. Unter Verleihung des Charakters als General der Infanterie wurde er am 12. März 1881 mit Pension zur Disposition gestellt.
Nach seiner Verabschiedung wurde er am 22. März 1897 mit dem Großkreuz des Roten Adlerordens mit Eichenlaub ausgezeichnet.
In Vertretung des Kaisers nahm Generaloberst von Hahnke am 6. Juni 1902 an der Beisetzung auf dem Berliner Invalidenfriedhof teil.

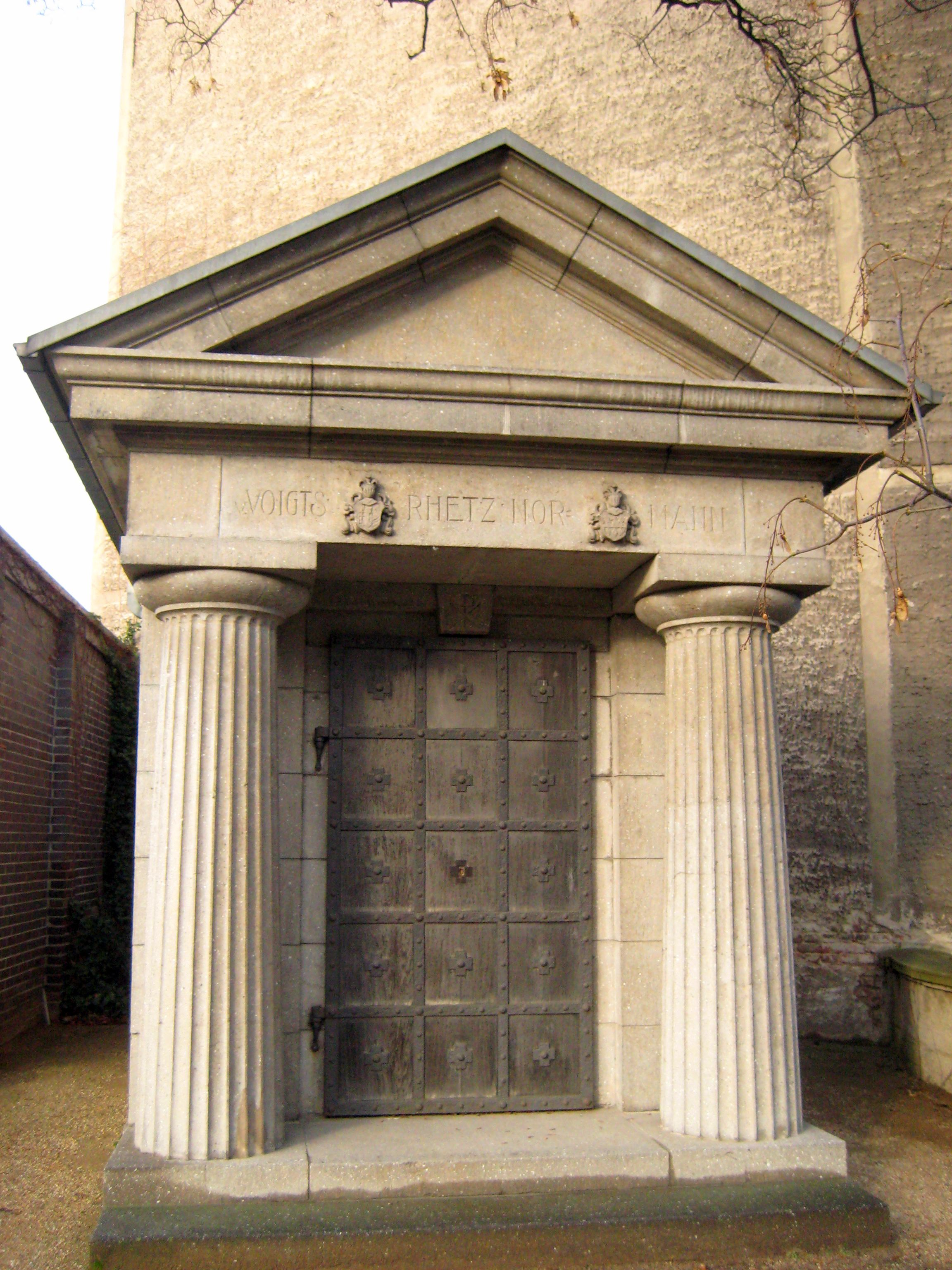
Familienmausoleum auf dem Berliner Invalidenfriedhof

### Familie
Voigts-Rhetz hatte sich am 6. Januar 1837 in Stralsund mit Agnes Gräfin von Wachtmeister (1817–1843) verheiratet. Nach ihrem frühen Tod ehelichte er am 12. Mai 1846 in Stockholm Albertine Wallis (1827–1916), Tochter des Kaufmanns Albrecht Wallis. Aus den Ehen gingen folgende Kinder hervor:
- Klemens (1838–1917), preußischer Oberst a. D. und Rechtsritter des Johanniterordens ⚭ 1. Ehe Marie von Sponeck (1841–1908) ⚭ 2. Ehe Therese Sidonie, verwitwete von Normann (1853–1929)
- Hilda (1841–1862) ⚭ Karl von La Fort († 1893), preußischer Major a. D. und Herr auf Papendorf
- Agnes (1843–1882) ⚭ Karl von La Fort († 1893), preußischer Major a. D. und Herr auf Papendorf
- Karl William Ferdinand (1849–1918), preußischer Oberst a. D. und Ehrenritter des Johanniterordens ⚭ Marie von Homeyer (1866–1939)
- Albrecht (1850–1915), preußischer Hauptmann a. D. und deutscher Gesandter ⚭ 1. Ehe Alma, verwitwete Zimmermann, geborene Thieme (1857–1906) ⚭ 2. Ehe Olga verwitwete Langheinrich, geborene Thieme
- Magnus (* 1852), preußischer Oberst a. D.